# كاي أخم شونباخ
كاي أخم شونباخ (بالألمانية: Kay-Achim Schönbach) (9 يوليو 1965) هو نائب أميرال ألماني، شغل منصب مفتش البحرية الألمانية من 24 مارس 2021 إلى 22 يناير 2022.
قدم استقالته في 22 يناير 2022 بعد نشر تصريحات له خلال ندوة لمعهد بحثي في الهند، حيث قال إن القرم ذهبت ولن تعود أبدًا إلى أوكرانيا، وأن الهند وألمانيا تحتاجان روسيا من أجل مواجهة الصين، أحيل بسببها للتحقيق